# シバ・クレーター
シバ・クレーター（英語: Shiva crater）は、古生物学者シャンカール・チャタジーが主張する仮説クレーターのことである。全般的に地球科学者たちは衝突クレーターであるとは認めていない。例えば、ウィーン大学の衝突研究と惑星地質学の教授クリスチャン・コバールChristian Koeberlは想像上の虚構と看做している。現在のところ、カナダのニューブランズウィック大学にある惑星宇宙科学センターの隕石衝突データベースにおいて衝突クレーターとは認識されていない。
チャタジーは、インドのムンバイ西海底に約6550万年前の小惑星衝突跡があるとしている。チクシュルーブ・クレーターとともに、この衝突が動植物が大量絶滅した白亜紀末のK-Pg境界の、決定的な原因となったと考えている。

## 規模
シバ・クレーターはムンバイ西方の海底にあり、長さ600km、幅400kmの長方形の形状をなしている。これは地球上最大の隕石クレーター、フレデフォート・ドームを上回る。
極めて巨大な複雑クレーターであり、クレーター外縁、並びに中央丘の高さはエベレスト山に匹敵すると見られている。クレーターの特異な形状について、テキサス工科大学の古生物学者シャンカール・チャタジーは、天体が浅い角度で衝突した事と断層による複合的な要因と考えている。
衝突した天体の大きさは直径40kmに達すると見られている。